# 大喜利猿
大喜利猿（おおぎりざる）は、お笑い芸人の小林賢太郎（ラーメンズ）と升野英知（バカリズム）による大喜利ユニット。北海道札幌市を中心に全国でライブ活動をしていたが、2009年以降は事実上の活動休止状態である。
2013年、『ボクらの時代』（フジテレビ）でいとうせいこうと共に3人でトーク。小林は『小林賢太郎テレビ』（NHK BSプレミアム）以外のテレビ出演を基本的に断っていたが、升野のリクエストにより11年ぶりの民放テレビ番組出演を果たした。

## メンバー
- 小林賢太郎（ラーメンズ）

通称コバザル
- 升野英知（バカリズム）

通称ヒデザル

## 概要
- 猿に自慰行為を教えると、死ぬまでやり続けるという。ごくまれに、大喜利をやり続ける猿もいる。そんな2匹、コバザルとヒデザルによる自慰行為。それが「大喜利猿」である。
- 芸風は、さまざまなお題に対してコバザルとヒデザルが答えるというもの。
- 2人の回答は、プロジェクターに写し出され、それに対してさらにコメントをしてゆく。
- 大喜利猿のお題作成・構成を担当した川尻恵太（通称ジリザル）は、当時は札幌で劇団を主宰していたが、これをきっかけに上京しラーメンズの演出補やエレキコミックの作家として活動するようになる。

## 公演
- 『大喜利猿』：2004年8月19日/演劇専用小劇場BLOCH
- 『猿受験』：2005年5月1日/シアターD
- 『LOVE&PEACE』：2005年9月5日/演劇専用小劇場BLOCH
- 『パ』：2006年3月5日/演劇専用小劇場BLOCH
- 『セ』：2006年3月5日/演劇専用小劇場BLOCH
- 『科学』：2006年3月27日/西鉄ホール
- 『宇宙』：2006年3月27日/西鉄ホール
- 『予選』：2006年5月22日/大阪厚生年金会館・大ホール
- 『決勝』：2006年6月27日/教育文化会館・大ホール
- 『敗者復活』：2006年6月28日/演劇専用小劇場BLOCH
- 『北』：2006年8月8日/富良野演劇工場（富良野市中御料）
- 『海』：2006年8月10日/かでるホール
- 『道』：2006年8月11日/演劇専用小劇場BLOCH
- 『※』：2008年4月22日/東京・よみうりホール
- 『衣』：2008年4月22日/よみうりホール
- 『食』：2008年4月26日/パレット市民劇場
- 『住』：2008年5月3日/かでるホール
- 『等』：2008年5月12日/メルパルクホール
- 『飯塚高校甲子園出場記念 （初）』：2008年10月6日/道新ホール
- 『大喜利猿"北海道"』出版記念ライブ：2009年7月6日 - 2009年8月7日
  - 大阪公演：7月6日/メルパルク大阪
  - 東京公演：7月12日/九段会館
  - 沖縄公演：7月18日/国立劇場おきなわ大劇場
  - 札幌公演：7月25日/かでるホール
  - 名古屋公演：7月27日/名鉄ホール
  - 福岡公演：8月7日/福岡市民会館・大ホール

## 出版物
- 『大喜利猿』：河出書房新社 2006年2月発売 ISBN 978-4309268743
- 『大喜利猿 墨』：河出書房新社 2007年1月発売 ISBN 978-4309269344
- 『大喜利猿 優勝』：河出書房新社 2008年3月発売 ISBN 978-4309270067
- 『大喜利猿 北海道』：河出書房新社 2009年6月発売 ISBN 978-4309271125